# Michael Denner
Michael Denner, född 5 november 1958 i Danmark, är en dansk gitarrist.
Han spelade med King Diamond i hårdrocksgruppen Brats innan han tillsammans med densamme träffade Hank Shermann och startade Mercyful Fate. Från 2002 spelade han igen med Hank Shermann i bandet Force Of Evil där även tidigare Mercyful Fate-medlemmarna Bjarne T. Holm och Hal Patino ingick och återigen med Shermann i Denner/Shermann från 2014.
Mercyful Fate återförenades 2019, dock utan Denners medverkan.
Han spelar även gitarr på Volbeats låt 7 Shots
Denner är även känd för att spela på en Gibson Flying V. 
Denner äger och driver sedan 1988 en skivbutik, Beat Bop, i centrala Köpenhamn. Denner kallar sig "jazzist" och butiken är känd för sitt stora utbud av jazz på begagnad vinyl

## Band
- Brats
- Mercyful Fate
- King Diamond
- Zoser Mez
- Force Of Evil
- Denner/Sherman